# Karel Pilař (lední hokejista)
Karel Pilař (23. prosince 1977, Praha) je bývalý český hokejový obránce.

## Hráčská kariéra
Svoji hokejovou kariéru začal v Litvínově, odkud v průběhu mládeže zamířil do Sparty Praha. V roce 1997 zamířil do SHC Vajgar Jindřichův a následně odešel do Kaučuku Kralupy nad Vltavou. O dva roky později se vrátil do Litvínova. V roce 2001 jej draftovalo Toronto Maple Leafs. Klub se stal jeho prvním zahraničním angažmá. V sezónách 2001/02 až 2003/04 se stěhoval několikrát mezi týmem Toronta a jeho farmářským mužstvem St. John's Maple Leafs. Na ročník 2004/05 se vrátil opět do Čech, nastoupil za tým Sparty Praha, kde setrval dvě sezóny. Během nich získal s týmem dva mistrovské tituly. Následně přestoupil do Toronto Marlies, hrající v AHL a poté do konkurenčního Chicago Wolves. V sezoně 2008/09 nastupoval za tým Metallurg Magnitogorsk v ruské KHL a rovněž za Spartu. Poté hrál rok za Litvínov. V roce 2011 podepsal kontrakt s HC CSKA Moskva. V ročníku 2011/12 hrál nejprve za HC Lev Poprad a poté za Växjö Lakers HC. Další ročník zahájil v Donbassu Doněck, odkud se potřetí vrátil do Sparty Praha. V lednu 2015 zamířil na měsíční hostování do Mountfieldu HK. Před play-off 2015 se vrátil do Sparty. Před sezonou 2015/16 se vrátil na přestup do Mountfieldu HK. V dubnu 2016 mu vedení týmu oznámilo, že si může hledat nové angažmá. O pět měsíců později se dohodl na kontraktu s jihokorejským klubem Anyang Halla. V tomto roce ještě zamířil do HC Verva Litvínov, kde začínal svou hokejovou kariéru. V Litvínovském dresu nakonec setrval do konce sezony 2017/18. Po neúspěšně sezoně definitivně oznámil konec kariéry a stal se hráčským agentem.

## Ocenění a úspěchy
- 2001 ČHL - Nejproduktivnější obránce
- 2005 ČHL - Nejlepší střelec mezi obránci
- 2005 ČHL/SHL - Utkání hvězd české a slovenské extraligy
- 2005 SP - All-Star Tým
- 2012 KHL - Utkání hvězd KHL
- 2014 ČHL - Nejproduktivnější obránce

## Prvenství

### NHL
- Debut - 25. ledna 2002 (Vancouver Canucks proti Toronto Maple Leafs)
- První asistence - 30. ledna 2002 (Atlanta Thrashers proti Toronto Maple Leafs)
- První gól - 13. dubna 2002 (Ottawa Senators proti Toronto Maple Leafs brankáři Patricku Lalime)

### KHL
- Debut - 3. září 2008 (Metallurg Magnitogorsk proti SKA Petrohrad)
- První asistence - 3. září 2008 (Metallurg Magnitogorsk proti SKA Petrohrad)
- První gól - 19. října 2008 (Metallurg Magnitogorsk proti Atlant Mytišči brankáři Ray Emery)

## Klubová statistika

### Klubová statistika
| Sezona     | Klub                    | Soutěž     | Základní část | Základní část | Základní část | Základní část | Základní část | Play off | Play off | Play off | Play off | Play off |
| Sezona     | Klub                    | Soutěž     | Z             | G             | A             | B             | TM            | Z        | G        | A        | B        | TM       |
| ---------- | ----------------------- | ---------- | ------------- | ------------- | ------------- | ------------- | ------------- | -------- | -------- | -------- | -------- | -------- |
| 1999–00    | HC Chemopetrol Litvínov | ČHL        | 49            | 2             | 12            | 14            | 61            | 7        | 0        | 0        | 0        | 4        |
| 2000–01    | HC Chemopetrol Litvínov | ČHL        | 52            | 12            | 26            | 38            | 52            | 4        | 1        | 1        | 2        | 25       |
| 2001–02    | St. John's Maple Leafs  | AHL        | 52            | 10            | 14            | 24            | 26            | —        | —        | —        | —        | —        |
| 2001–02    | Toronto Maple Leafs     | NHL        | 23            | 1             | 3             | 4             | 8             | 11       | 0        | 4        | 4        | 12       |
| 2002–03    | St. John's Maple Leafs  | AHL        | 7             | 2             | 5             | 7             | 28            | —        | —        | —        | —        | —        |
| 2002–03    | Toronto Maple Leafs     | NHL        | 17            | 3             | 4             | 7             | 12            | —        | —        | —        | —        | —        |
| 2003–04    | St. John's Maple Leafs  | AHL        | 6             | 3             | 4             | 7             | 6             | —        | —        | —        | —        | —        |
| 2003–04    | Toronto Maple Leafs     | NHL        | 50            | 2             | 17            | 19            | 22            | 1        | 1        | 0        | 1        | 0        |
| 2004–05    | HC Sparta Praha         | ČHL        | 52            | 13            | 15            | 28            | 70            | —        | —        | —        | —        | —        |
| 2005–06    | HC Sparta Praha         | ČHL        | 6             | 0             | 1             | 1             | 20            | 14       | 3        | 3        | 6        | 45       |
| 2006–07    | Toronto Marlies         | AHL        | 10            | 2             | 5             | 7             | 6             | —        | —        | —        | —        | —        |
| 2007–08    | Chicago Wolves          | AHL        | 45            | 2             | 24            | 26            | 48            | 3        | 0        | 0        | 0        | 6        |
| 2008–09    | Metallurg Magnitogorsk  | KHL        | 24            | 1             | 5             | 6             | 22            | —        | —        | —        | —        | —        |
| 2008–09    | HC Sparta Praha         | ČHL        | 13            | 2             | 3             | 5             | 32            | 11       | 0        | 3        | 3        | 50       |
| 2009–10    | HC BENZINA Litvínov     | ČHL        | 37            | 6             | 19            | 25            | 79            | 4        | 0        | 1        | 1        | 16       |
| 2010–11    | HC CSKA Moskva          | KHL        | 42            | 3             | 2             | 5             | 28            | —        | —        | —        | —        | —        |
| 2011–12    | HC Lev Poprad           | KHL        | 31            | 1             | 16            | 17            | 34            | —        | —        | —        | —        | —        |
| 2011–12    | Växjö Lakers HC         | SEL        | 13            | 0             | 4             | 4             | 6             | —        | —        | —        | —        | —        |
| 2012–13    | HC Donbass Doněck       | KHL        | 17            | 0             | 2             | 2             | 36            | —        | —        | —        | —        | —        |
| 2012–13    | HC Sparta Praha         | ČHL        | 25            | 1             | 12            | 13            | 62            | 7        | 5        | 1        | 6        | 6        |
| 2013–14    | HC Sparta Praha         | ČHL        | 44            | 8             | 21            | 29            | 42            | 10       | 1        | 3        | 4        | 10       |
| 2014–15    | HC Sparta Praha         | ČHL        | 25            | 2             | 9             | 11            | 30            | 10       | 2        | 7        | 9        | 10       |
| 2014–15    | Mountfield HK           | ČHL        | 9             | 0             | 9             | 9             | 2             | —        | —        | —        | —        | —        |
| 2015–16    | Mountfield HK           | ČHL        | 47            | 7             | 19            | 26            | 66            | 3        | 0        | 1        | 1        | 6        |
| 2016–17    | Anyang Halla            | AsHL       | 12            | 1             | 3             | 4             | 6             | —        | —        | —        | —        | —        |
| 2016–17    | HC Verva Litvínov       | ČHL        | 20            | 5             | 3             | 8             | 20            | 5        | 0        | 1        | 1        | 4        |
| 2016–17    | HC Most                 | 1.ČHL      | 4             | 0             | 1             | 1             | 4             | —        | —        | —        | —        | —        |
| 2017–18    | HC Verva Litvínov       | ČHL        | 35            | 2             | 4             | 6             | 49            | —        | —        | —        | —        | —        |
| NHL totals | NHL totals              | NHL totals | 90            | 6             | 24            | 30            | 42            | 12       | 1        | 4        | 5        | 12       |

## Reprezentační statistiky
| 2001                      | Česko                     | MS                        | 9 | 0 | 0 | 0 | 6 |
| Seniorská kariéra celkově | Seniorská kariéra celkově | Seniorská kariéra celkově | 9 | 0 | 0 | 0 | 6 |